# Brunettes Shoot Blondes
Brunettes Shoot Blondes is een Oekraïense indierockband uit Kryvy Rih. De band verkreeg internationale bekendheid met verschillende videoclips die op YouTube viraal gingen. Alle werken worden in eigen beheer uitgebracht. Sinds 2015 verzorgt de band veelvuldig optredens op festivals in Europa.

## Geschiedenis
In september 2014 bracht de band de videoclip van het nummer 'Knock, Knock' uit. De geanimeerde clip vertelt het verhaal van een meisje en een konijn. Het verhaal speelt zich af op meerdere beeldschermen van smartphones, tablets en laptops die in real-time langs elkaar gelegd werden waardoor personages van het ene scherm naar het andere bewogen. Er werden zes iPhones, een iPod nano, drie MacBook Airs, twee iPads en twee iPad mini's gebruikt. De animaties werden gemaakt met Adobe After Effects en software van de in Kiev gevestigde softwareontwikkelaar SYT-X. Het synchroniseren van de beelden vond plaats met behulp van Adobe Premiere.
In 2015 verscheen de ep Bittersweet. De plaat werd in eigen beheer uitgebracht en bevat de nummers 'Knock, Knock' en 'Bittersweet'. De meeste muziek werd opgenomen in Warschau en Kiev. Na het verschijnen van de ep verzorgde de band een optreden in de Oekraïense versie van X-Factor. In 2016 deed de band mee aan het Oekraïense nationale songfestival met het nummer 'Every Monday' waarmee ze de finale bereikten. Brunettes Shoot Blondes verloor van zangeres Jamala die later dat jaar het Eurovisiesongfestival zou winnen met het nummer '1944'.
In 2017 werd de tweede ep Hips uitgebracht. Een jaar later verscheen de videoclip van het gelijknamige nummer 'Hips'. Ook deze clip werd goed ontvangen; het leverde de band een Los Angeles Film Award op in de categorie 'Best music video'.

## Discografie

### Ep's
- Bittersweet, 2015
- Hips, 2017